# 毕氏雌盘吸虫
毕氏雌盘吸虫（学名：Gynaecotyla bridgmani）为微茎科雌盘属的动物。在中国大陆，分布于广东湛江等地，营寄生生活，终末宿主在日本为Calidris cauntus、白腰草鹬、青脚鹬，寄生在肠。该物种的模式产地在广东省湛江市。